# Nicholas Strong
Nicholas Strong (* im 20. Jahrhundert in Indiana, USA) ist ein US-amerikanischer Schauspieler in Fernsehen und Theater.

## Leben und Karriere
Geboren in Indiana und aufgewachsen in Louisville, im Bundesstaat Kentucky, absolvierte Strong, der bereits als Jugendlicher seine Neigung zur Bühne entdeckte, in Muncie ein Theaterstudium an der Ball State University. Er begann in lokalen Produktionen zu spielen, zog nach Los Angeles und setzte dort seine Theaterarbeit fort.
Sein Debüt als Schauspieler im Fernsehen gab er im Jahre 2012, als er die Rolle des JT in acht Folgen der Serie Nashville verkörperte. In der 2013 produzierten US-amerikanische Science-Fiction-Fernsehserie-Serie Under the Dome von Brian K. Vaughan spielte er in 17 Episoden die Rolle des Radiomoderators Phil Bushey. Darüber hinaus sah man ihn 2018 in einer Folge der Fernsehminiserie Underground.
Neben seiner Tätigkeit als Schauspieler ist Nicholas Strong auch als Musiker aktiv.

## Filmografie (Auswahl)
- 2010: Nick of Time (Kurzfilm)
- 2012–2013: Nashville (Fernsehserie, 8 Episoden)
- 2013: The Office (Fernsehserie, 1 Episode)
- 2013–2014: Under the Dome (Fernsehserie, 17 Episoden)
- 2018: Underground (Fernsehminiserie)